# Eudorella hwanghaensis
Eudorella hwanghaensis är en kräftdjursart som beskrevs av Hong och Mungo Park 1999. Eudorella hwanghaensis ingår i släktet Eudorella och familjen Leuconidae.
Artens utbredningsområde är Gula havet. Inga underarter finns listade i Catalogue of Life.